# Casa dos Bicos
Casa dos Bicos (Dom Kolców) – zabytkowa kamienica w Lizbonie, w Portugalii. Kamienica, zbudowana na początku XVI wieku w dzielnicy Alfama, posiada ciekawą renesansową elewację z elementami wskazującymi na wpływ stylu manuelińskiego. Przetrwała katastrofalne trzęsienie ziemi z 1755 r., które zniszczyło dużą część miasta.
Casa dos Bicos została zbudowana w 1523 r. przez Brasa de Albuquerque (1501-1581), syna pierwszego gubernatora Indii Portugalskich, Alfonso de Albuquerque. Bras de Albuquerque spędził kilka lat we Włoszech, gdzie obserwował na żywo włoską architekturę renesansową, w tym prawdopodobnie Palazzo dei Diamanti w Ferrarze oraz zastosowane w tym pałacu boniowanie. Po powrocie do Portugalii Bras de Albuquerque zbudował Casa dos Bicos z fasadą tego typu, ale z oknami i portalami utrzymanymi w stylu manuelińskim.
Trzęsienie ziemi z 1755 r. zniszczyło fasadę główną i dwa górne piętra fasady od strony Rua dos Bacalhoeiros (obecna elewacja).
Kamienica pozostała w rękach rodziny Albuquerque aż do XIX wieku, kiedy to została zakupiona przez handlarza dorszy. Stała się ona następnie na długie lata magazynem bacalhau. Około 1960 roku kamienica została wykupiona przez miasto Lizbona.
W 1980 r. Casa dos Bicos została odrestaurowana i częściowo przebudowana. Dwa górne piętra elewacji zostały odbudowane na podstawie rysunków i obrazów sprzed 1755 r., które przedstawiały pierwotną renesansową loggię na trzeciej kondygnacji i okna w stylu manuelińskim.
W obrębie kamienicy były prowadzone wykopaliska archeologiczne, odsłaniające pozostałości po Rzymianach i Maurach. Obecnie jest ona siedzibą Fundacji José Saramago.